# Soaemis encaustica
Soaemis encaustica är en insektsart som beskrevs av Jacobi 1916. Soaemis encaustica ingår i släktet Soaemis och familjen Nogodinidae. Inga underarter finns listade i Catalogue of Life.